# سانتياغو بينيا
سانتياغو بينيا (16 نوفمبر 1978 - ) (بالإسبانية: Santiago Peña Palacios) هو سياسي و‌اقتصادي باراغواياني و‌الرئيس الثاني والخمسون والحالي لباراغواي منذ أغسطس 2023. ولد في أسونسيون في باراغواي.

## التعليم
يحمل بينيا شهادات عليا من جامعة كاتوليكا "نوسترا سينورا دي لا أسونسيون" (2001) وكلية الشؤون الدولية والعامة ، جامعة كولومبيا (2003).

## الرئاسة
تم انتخاب بينيا رئيسًا لباراغواي، بعد فوزه بنسبة 43.9٪ من الأصوات في الانتخابات العامة لعام 2023 في أبريل. هنأه الرئيس المنتهية ولايته ماريو عبدو بينيتيز والرئيسان البرازيليان لويس إيناسيو لولا دا سيلفا وألبرتو فرنانديز من الأرجنتين. ودعا بينيا إلى الوحدة لمواجهة التحديات الاقتصادية التي تواجهها البلاد حاليًا. سيتم افتتاح Peña في 15 أغسطس 2023.